# Ranunculus osseticus
Ranunculus osseticus är en ranunkelväxtart som beskrevs av Ovczinn.. Ranunculus osseticus ingår i släktet ranunkler, och familjen ranunkelväxter. Inga underarter finns listade i Catalogue of Life.